# Tratado de Libre Comercio China-Perú
El Tratado de Libre Comercio China-Perú es un tratado de libre comercio (TLC) bilateral firmado entre la China y el Perú. Se trata de un acuerdo de carácter vinculante, cuyos objetivos son eliminar obstáculos al intercambio comercial, consolidar el acceso a bienes y fomentar la inversión. Además de temas comerciales, incorpora temas económicos, de propiedad intelectual, entre otras. Fue firmado el 28 de abril de 2009. Entró en vigencia el 1 de marzo de 2010.
Se establecieron 14 categorías de desgravamen ordenadas por letras del alfabeto. La categoría "A" fue la a la cual se eliminaron los aranceles, mientras que la "D" no se acoge a la rebaja arancelaria.
Un efecto del tratado ha sido la diversificación de las exportaciones peruanas a China. 
El proceso de negociación para la actualizan del tratado de libre comercio se realizó en siete rondas entre 2019 y 2024. El 14 de noviembre de 2024 el gobierno de China y Perú firmó el Protocolo de Optimización del Tratado de Libre Comercio. El protocolo incluye 12 capítulos, siendo 7 actualizados; referidos a reglas de origen, procedimientos aduaneros y facilitación del comercio, comercio de servicios, entrada temporal de personas de negocios, inversión, propiedad intelectual, y medidas sanitarias y fitosanitarias; y 5 nuevos; los de competencia, comercio electrónico, cadena global de suministro, cooperación en normas y evaluación de la conformidad, y medio ambiente.